# 하일 정복
하일 정복(Conquest of Ha'il)은 또한 제2차 사우디-라시디 전쟁(Second Saudi–Rashidi War)으로 불리기도 하며, 이크완 부족과 동맹을 맺고 영국군의 지원을 받은 사우디군과 라쉬드 가문 치하에 통치 중이었던 하일 토후국을 상대로 교전한 전쟁으로 1921년 11월 2일 마지막 라시드 가문의 지배자가 사우디군에게 항복하면서 끝이 난다.

## 같이 보기
- 근현대 중동의 전투들